# Alta Ribagorça
La Haute-Ribargorce, en catalan Alta Ribagorça, est une comarque de Catalogne dans la province de Lérida. 

## Géographie
Elle fait partie de Alt Pirineu i Aran, et est voisine du Val d'Aran au nord, le Pallars Sobirà à l'est, le Pallars Jussà au sud et avec la comarque aragonaise de Ribagorce.
Elle est traversée dans le sens nord-sud par les rivières de Noguera Ribagorzana et Noguera de Tor (affluent de la précédente).
Au nord-est de la comarque, on trouve la partie occidentale du Parc national d'Aigüestortes et lac Saint-Maurice qui est un havre pour randonneurs avec des pics de 3 000 mètres, des forêts épaisses, des cirques glaciaires, des rivières méandreuses et une centaine de lacs et lagunes d'altitude.
Son sommet le plus haut est le Comaloformo (3 030 mètres d'altitude), dans le massif du Bessiberri.
Coordonnées GPS
- Extrémité orientale : 0° 58' 27,80" de longitude Est.
- Extrémité occidentale : 0° 41' 30,24" de longitude Est.
- Extrémité septentrionale : 42° 37' 58,88" de latitude Nord.
- Extrémité méridionale : 42° 18' 0,07" de latitude Nord.

## Carte
| Anoia Bages Segarra Solsonès Conca de · Barberà Moianès Osona Berguedà Basse · Cerdagne Alt · Urgell Pallars · Sobirà Val d'Aran Alta · Ribagorça Pallars · Jussà Noguera Urgell Pla · d'Urgell Segrià Garrigues Alt · Penedès Baix · Llobregat Barcelonès Vallès · Occidental Maresme Vallès · Oriental Ripollès Garrotxa Alt Empordà Pla de · l'Estany Gironès Selva Baix · Empordà Garraf Baix · Penedès Tarragonès Alt · Camp Baix · Camp Priorat Ribera · d'Ebre Terra · Alta Baix Ebre MontsiàFrance Pyrénées-Orientales Ariège Haute · Garonne Andorre Aragon Communauté valencienneMer Méditerranée |

## Communes

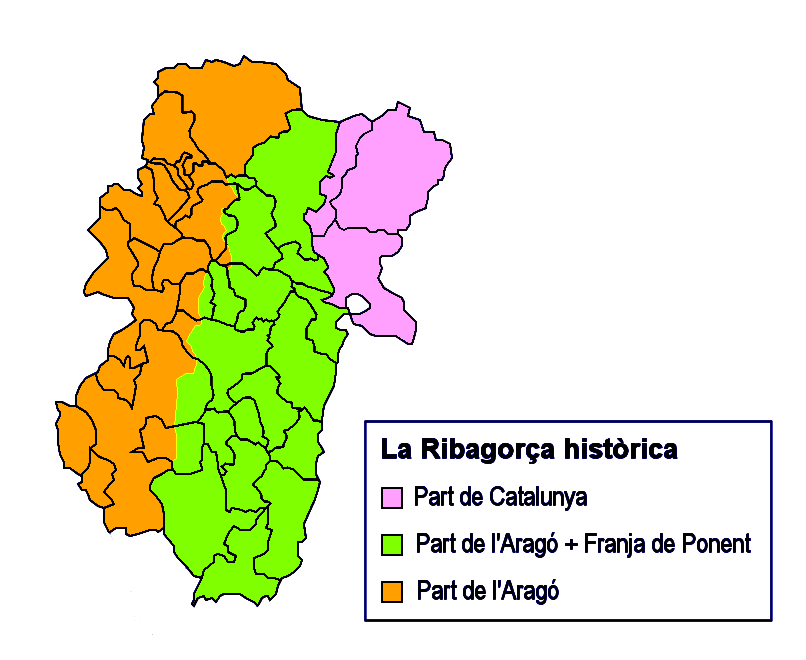
Situation de la comarque de la Haute-Ribagorce dans la Ribagorce historique. La partie indiquée en vert fait partie de l'Aragon, mais parle catalan (Frange d'Aragon).

| Communes         | Habitants | Superficie |
| ---------------- | --------- | ---------- |
| El Pont de Suert | 2307      | 148,14     |
| La Vall de Boí   | 1053      | 219,49     |
| Vilaller         | 644       | 59,23      |